# Carl Fredrik af Geijerstam
Carl Fredrik af Geijerstam, född 8 augusti 1832 på Ribbingsfors i Amnehärads socken, Skaraborgs län, död där 3 februari 1886, var en svensk godsägare, företagsledare och politiker. Han var farfar till Ragnar af Geijerstam.

## Biografi
Carl Fredrik af Geijerstam var son till majoren och fullmäktig i riksgäldskontoret Carl af Geijerstam av släkten af Geijerstam. Han blev student vid Uppsala universitet 1850, var ledamot av kyrkomötet 1873 och extra ordinarie fullmäktig i jernkontoret 1874. Carl Fredrik af Geijerstam övertog Ribbingsfors med det underlydande Gullspångs bruk men sålde 1873 Gullspång till det då nybildade Bofors-Gullspång AB där han var disponent 1879–1882. Han var ledamot av riksdagens första kammare 1875-1878. 
I samband med Oscar II:s besök i 1877 blev han riddare av Nordstjärneorden.